# Independence Day
|  | Aquest article tracta sobre la pel·lícula de ciència-ficció. Si cerqueu la festa nacional dels Estats Units, vegeu «Dia de la Independència dels Estats Units». |

Independence Day (també coneguda per la seva abreviatura ID4) és una pel·lícula de catàstrofes de ciència-ficció dirigida per Roland Emmerich i estrenada el 1996. Explica una invasió d'extraterrestres a la Terra, concentrant-se en un grup d'individus i de famílies que convergeixen al desert de Nevada, i amb la resta de la població americana, esperant participar en una última mena de represàlies el 4 de juliol, el dia de la festa nacional americana. Interpretada per Will Smith, Bill Pullman i Jeff Goldblum. Va ser distribuïda per la Twentieth Century Fox.
El film és un compte enrere, ja que mentre els protagonistes intenten acabar la guerra contra els extraterrestres, aquests destruiran les ciutats més importants del planeta amb un raig làser que tenen les naus.
Tot i això, a la pel·lícula no només es veu la gran batalla dels pilots, sinó que també explica les aventures de la mare i el fill d'un dels pilots, i les ordres que donen els principals líders polítics davant de la situació.

## Argument
El 2 de juliol, un radiotelescopi del programa SETI capta ones emeses per un OVNI desmesurat que ha quedat immobilitzat en òrbita terrestre. El Pentagon decideix guardar el secret sobre aquest descobriment. Però poc després, gegantines naus espacials entren a l'atmosfera i prenen posició sobre diverses Megalòpolis mundials. A Washington (Districte de Columbia), el President dels Estats Units Thomas J. Whitmore (Bill Pullman) es pregunta sobre la conducta a seguir. Per la seva part, David Levinson (Jeff Goldblum), analista, descobreix que el senyal captat pel radiotelescopi no és altra cosa que un compte enrere. Decideix informar-ne el President, amb l'ajuda de Constància Spano (Margaret Colin). Aquest últim decideix llavors una evacuació general, però és massa tard: de cadascuna de les naus sorgeix un raig que destrueix de manera instantània les ciutats. L'endemà no són més que ruïnes i desolació, i el nombre de victimes és molt pesat... Entra llavors en escena Steven Hiller (Will Smith), Capità de la US Air Force…

## Repartiment
- Will Smith: Capità Steven 'Steve' Hiller
- Bill Pullman: President Thomas J. Whitmore
- Jeff Goldblum: David Levinson
- Mary McDonnell: Primera Dama Marilyn Whitmore
- Judd Hirsch: Julius Levinson
- Margaret Colin: Constance Spano
- Vivica A. Fox: Annie Jasmine Dubrow
- Randy Quaid: Gilbert L Russell Casse
- Robert Loggia: General William M. Grey
- James Rebhorn: Albert Nimziki
- Harvey Fierstein: Marty Gilbert
- Adam Baldwin: Major Mitchell
- Brent Spiner: Dr. Brackish Okun
- James Duval: Miguel Casse
- Lisa Jakub: Alicia Casse
- Giuseppe Andrews: Troy Casse
- Ross Bagley: Dylan Dubrow
- Andrew Keegan: El noi més gran
- Bill Smitrovich: Tinent coronel Watson
- Mae Whitman: Patricia Whitmore
- Pasqualino Antony: cl.Pedro almo
- Kassem Tarek: tinent Samad Oussay
- Harry Connick Jr.: Capità Jimmy Wilder
- Robert Pine

## Premis i nominacions

### Premis
- Oscar als millors efectes visuals; nominats: Volker Engel, Douglas Smith, Clay Pinney, Joseph Viskocil.
- Premi Grammy, Millor composició instrumental (David Arnold).
- MTV Movie Awards, Millor petó (Will Smith & Vivica A. Fox).

### Nominacions
- Oscar al millor so; nominats: Chris Carpenter, Bill W. Benton, Bob Beemer, Jeff Wexler.
- Saturn Award
- BAFTA
- Razzie Awards

## Al voltant de la pel·lícula
- La pel·lícula mostra l'interior (suposat) de la Zona 51.
- L'aterratge forçós de l'OVNI al desert fa referència a l'incident de Roswell de 1947.
- La pel·lícula ha recaptat portat 817.400.891 de dòlars, està entre els més grans èxits del box-office mundial.
- En aquesta pel·lícula, els extraterrestres destrueixen la Casa Blanca a Washington D.C., l'Empire State Building a Nova York, i la U.S. Bank Tower a Los Angeles. També es destrueixen el NORAD i les instal·lacions militars d'Europa i de l'OTAN.
- Les ciutats de París, Londres, Berlín, Roma, Moscou, Bombai, Tòquio, i després Chicago, Atlanta i Philadelfia són igualment destruïdes: hom se n'assabenta per les informacions televisives. Per contra Sydney se'n salva.
- Els americans destrueixen fins i tot la ciutat de Houston, a Texas, intentant atacar una nau extraterrestre amb una arma nuclear.
- Aquesta pel·lícula està inspirada en La guerra dels mons (1953) de Byron Askin i George Pal.
- El 2009, Roland Emmerich ha anunciat no una sinó dues continuacions de la pel·lícula. Tindran lloc en la nostra època però en un món que ha evolucionat altament gràcies a les tecnologies aliens recuperades de les restes.[2][3] El febrer de 2011, tanmateix, assenyala que el guió no avança: «em nego a escriure qualsevol cosa abans que hi hagi res de nou».[4]